# اشر مونرو
اشر مونروو (انگلیسی: Asher Monroe؛ زادهٔ ۱۸ سپتامبر ۱۹۸۸) یک موسیقی‌دان اهل ایالات متحده آمریکا است.